# Statue de Jan van Eyck (Bruges)
La statue de Jan van Eyck est un monument érigé en 1878 en l'honneur du peintre flamand Jan van Eyck dans la ville belge de Bruges. 

## Description
La statue est réalisée en galvanoplastie par la firme Charles Alker d'après un dessin de Hendrik Pickery (à qui on doit également la statue de Hans Memling, toujours à Bruges). Elle mesure 3,75 m de haut et pèse environ 1 780 kg. Elle se dresse sur la Jan van Eyckplein (nl). Le piédestal en pierre bleue a été conçu par l'architecte de la ville Louis de la Censerie.
Jan van Eyck est représenté en pied, dans un long manteau et coiffé d’un turban (comme sur son célèbre autoportrait présumé L'Homme au turban rouge). Il tient un stylet dans la main droite et un panneau dans la main gauche. Derrière le panneau, une cornue est déposée sur une colonne de briques.
Sur la plinthe avant de la statue figure l'inscription « H. PICKERY 1877 », et sur le piédestal « JAN VAN EYCK ».

## Historique
Au xviiie siècle, la place où se situe actuellement la statue s’appelait place de l’Académie (en néerlandais : Academieplein), d'après l'académie de dessin et de peinture dont les locaux se situaient dans la Loge des Bourgeois (nl) entre 1720 et 1890. C'est en 1844 que la place prend son nom actuel en hommage au peintre (Jan van Eyckplein).
En 1856, une statue en marbre dessinée par Jean-Robert Calloigne est élevée en l’honneur de Jan van Eyck. Cette statue, jugée trop petite par les habitants de Bruges, est enlevée en 1871 : après être restée sur le Burg pendant un temps, elle se tient aujourd'hui dans la cour de l'Académie des Beaux-Arts de Bruges (nl).
Après de nombreuses modifications et approbations, il est décidé qu'elle serait remplacée par la statue actuelle en galvanoplastie en 1878.
L'inauguration officielle par le roi Léopold II a lieu le 19 août 1879.

## Galerie

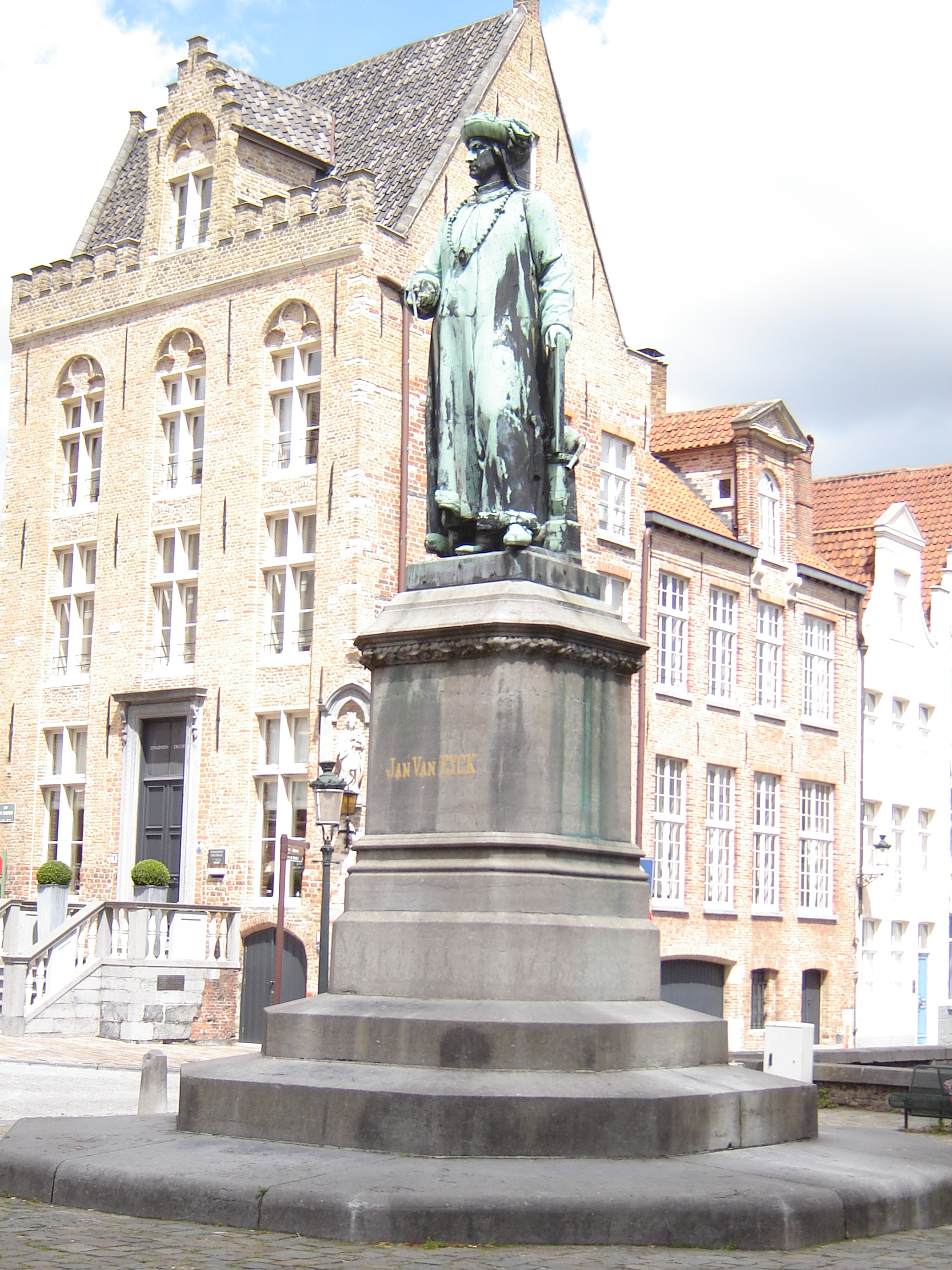
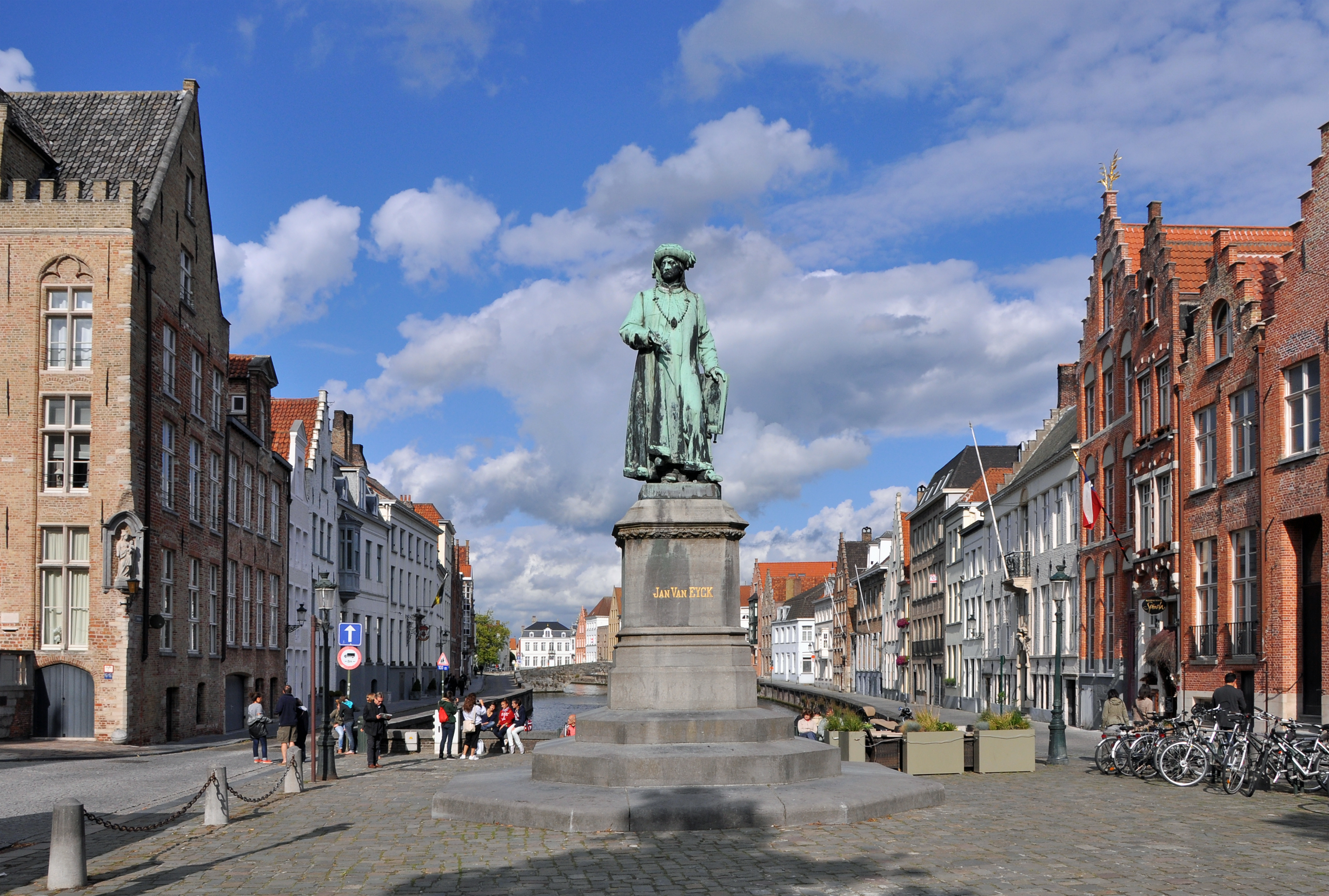
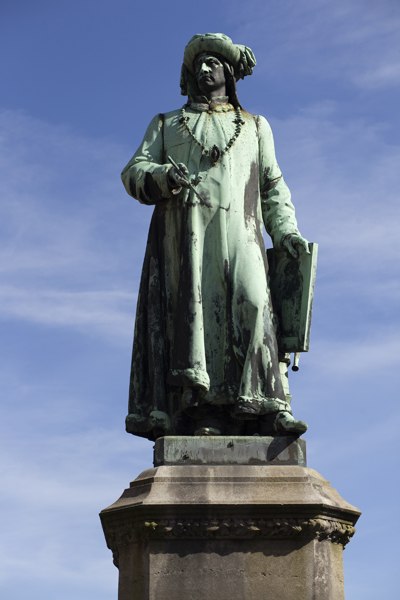